# Албокасер
Албокасер, Альбокасер (валенс. Albocàsser (офіційна назва), ісп. Albocácer) — муніципалітет в Іспанії, у складі автономної спільноти Валенсія, у провінції Кастельйон. Населення — 1439 осіб (2010).

## Географія
Муніципалітет розташований на відстані близько 310 км на схід від Мадрида, 40 км на північ від міста Кастельйон-де-ла-Плана.
На території муніципалітету розташовані такі населені пункти: (дані про населення за 2010 рік)
- Албокасер: 1272 особи
- Ла-Кальсада: 8 осіб
- Лес-Касетес: 14 осіб
- Ла-Масія-де-Бруска: 48 осіб
- Масія-Паті: 51 особа
- Сан-Пабло: 46 осіб

## Демографія
Динаміка населення (INE ):

## Галерея зображень

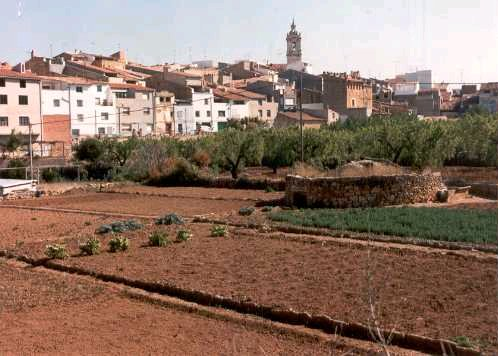
Панорама
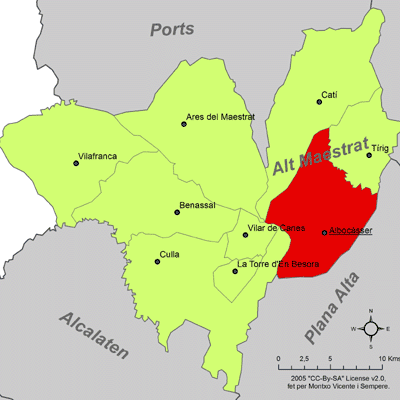
Розташування муніципалітету Албокасер у комарці Альто-Маестрасго
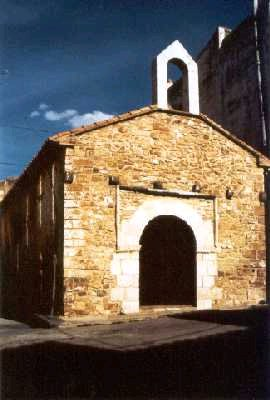
Каплиця Лос-Сантос-Хуанес
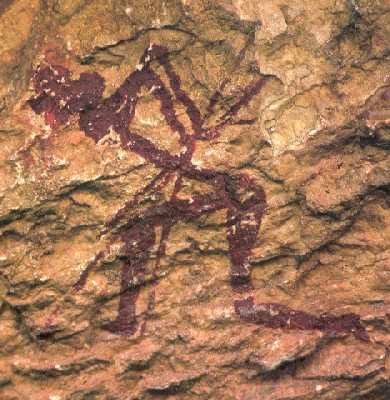
Печерний живопис